# 東京ドームシティ
東京ドームシティ（とうきょうドームシティ、TOKYO DOME CITY、略称: TDC）は、三井不動産の連結子会社である東京ドームが運営し、東京ドームやTDCアトラクションズ（旧・後楽園ゆうえんち）・後楽園ホール・ラクーア・東京ドームホテルなどの施設で構成される都内最大規模のエンターテインメントシティ。所在地は東京都文京区後楽。コンセプトは「心が動く、心に残る。」。
かつての名称は東京ドームの愛称「BIG EGG」に因んで BIG EGG CITY（ビッグエッグシティ）だったが、2000年1月1日に現在の名称へ改められた。
2003年に入浴施設を中心とした商業施設ラクーアがオープンし、それ以降は「観る」「遊ぶ」「くつろぐ」が揃ったアーバンリゾートシティと称している。年間約3500万人が訪れる超人気エリア。

## 施設の変遷

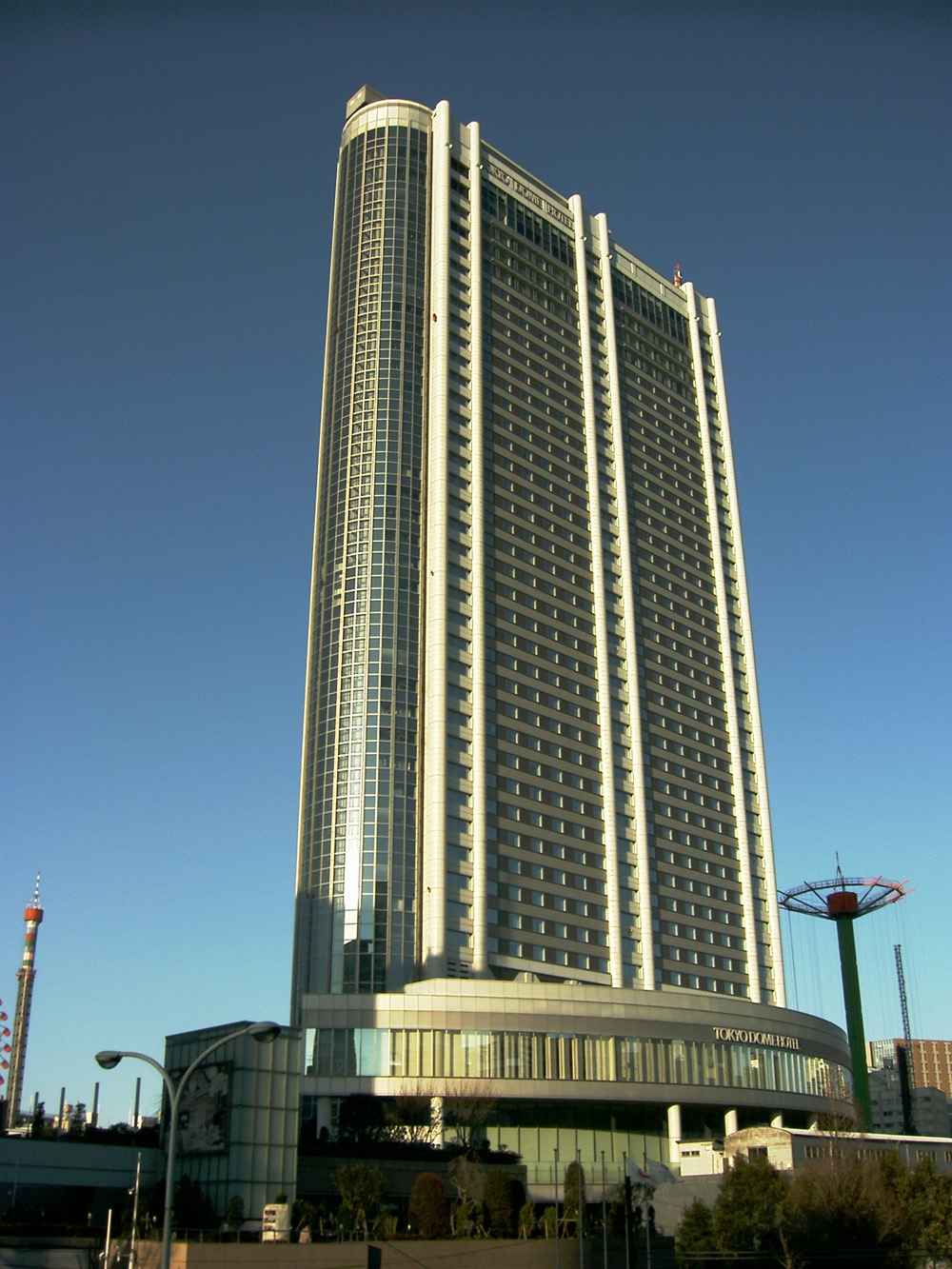
東京ドームホテル（丹下健三設計）

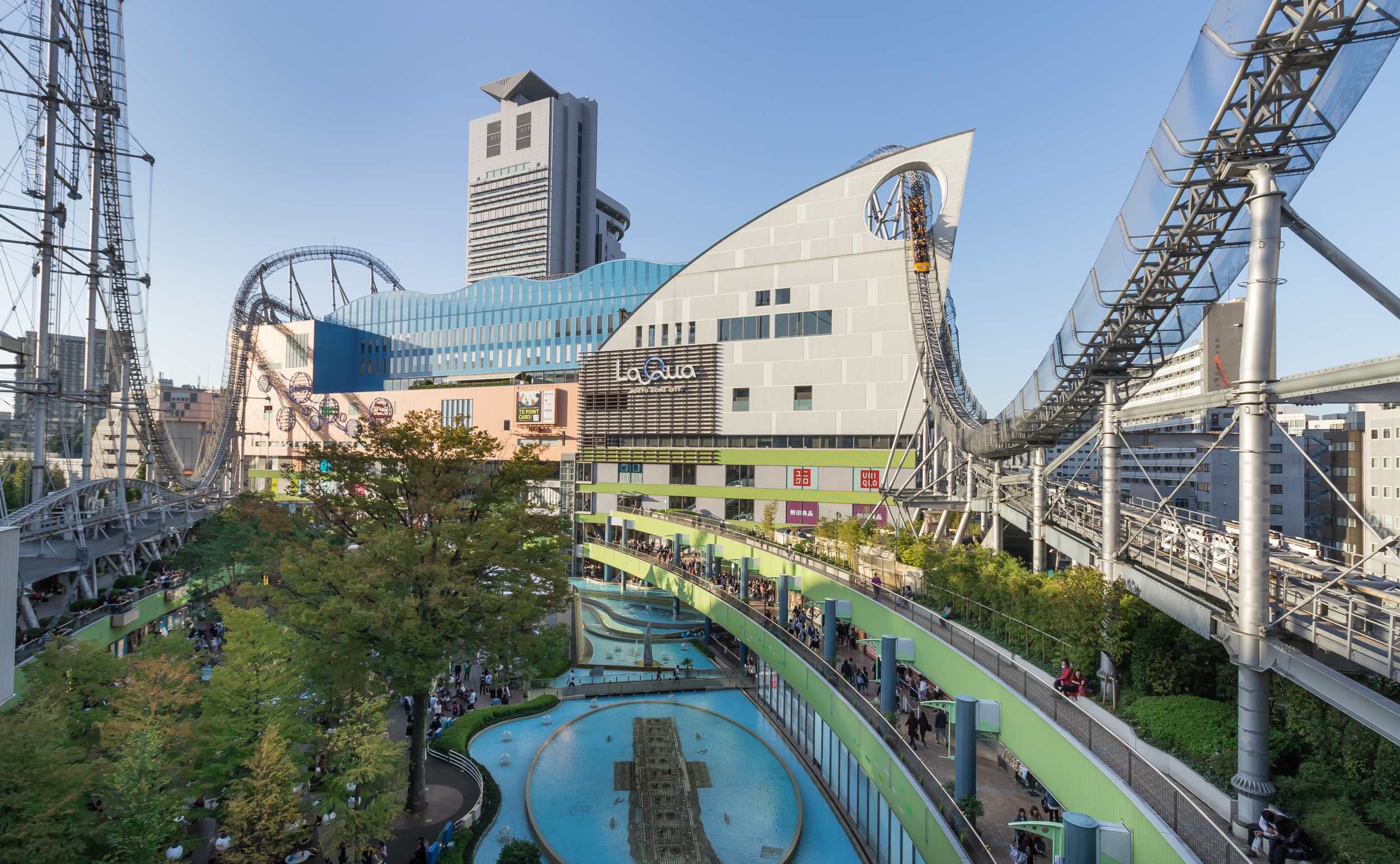
ラクーア

- 1937年（昭和12年）9月11日：後楽園球場が開場。
- 1949年（昭和24年）10月31日：後楽園競輪場が開設。
- 1951年（昭和26年）10月1日：軟式野球場跡地に後楽園アイスパレスが開設。
- 1954年（昭和29年）12月24日：ローラースケート場が開設。
- 1955年（昭和30年）7月9日：後楽園ゆうえんち開園。
- 1958年（昭和33年）1月8日：後楽園ホールの前身、後楽園ジムナジアムが開場。
- 1962年（昭和37年）1月15日：後の『青いビル』開場。ビル内に後楽園ホール、後楽園ボウリングセンター開場。
- 1970年（昭和45年）4月1日：後楽園球場に電光式スコアボード（日本初）、ジャンボスタンドが完成。
- 1971年（昭和46年）：ヒーローショー開始。当初は仮面ライダーショーが行われていた。
- 1971年（昭和46年）9月：後楽園アイスパレス休業。後楽園アイスパレス敷地に『黄色いビル』建設開始。
- 1972年（昭和47年）：後楽園競輪場が閉鎖。
- 1973年（昭和48年）4月20日：『黄色いビル』開場。同ビル6階に後楽園アイスパレス再開場。後楽園場外馬券場開設。
- 1976年（昭和51年）3月1日：後楽園球場に人工芝設置（日本初）。コンサートなどのイベントでの使用が増える。
- 1985年（昭和60年）5月16日：後楽園競輪場跡地に東京ドーム起工。
- 1987年（昭和62年）11月：後楽園球場閉鎖・解体。
- 1988年（昭和63年）3月17日：東京ドーム開場。
- 1990年（平成2年）12月：旧後楽園球場跡地にプリズムホール開場。
- 1992年（平成4年）5月1日：後楽園ゆうえんち地下に屋内遊園地ジオポリス開場。
- 1994年（平成6年）4月5日：後楽園アイスパレス閉鎖。
- 2000年（平成12年）6月1日：旧後楽園球場跡地に東京ドームホテル開場。
- 2003年（平成15年）
  - 4月17日：後楽園ゆうえんちをフリーゲート（入場無料）化し、東京ドームシティ アトラクションズへ名称変更。
  - 5月1日：シティ北側に商業施設「ラクーア (LaQua)」がオープン。
- 2005年（平成17年）11月1日:週末と最多客期の片道のみ、京都駅から夜行高速バス「ニュードリーム京都号」が同施設前まで乗り入れ。
- 2006年（平成18年）5月31日：京都駅からの夜行高速バス「ニュードリーム京都号」の乗り入れを廃止。
- 2008年（平成20年）3月19日：コンサート等の多用途ホール「東京ドームシティホール」を内包した複合施設「ミーツポート (MEETS PORT)」オープン。ホールの命名権をジェーシービーが獲得し2011年3月31日まで「JCBホール」とした。
- 2009年（平成21年）4月25日：ジオポリスリニューアルオープン。3つの新アトラクションと室内シアター「シアターGロッソ」が登場。乗り物乗り放題チケット「ライドフリー」を「ワンデーパスポート」へ名称変更。東京ドームシティ市長（イメージキャラクター）に俳優のつるの剛士を起用。
- 2010年（平成22年）3月20日：スカイシアター跡地にファミリー向けアトラクションエリア「スプラッシュガーデン」開業。
- 2011年（平成23年）
  - 1月31日：「スピニングコースター舞姫」での死亡事故により、東京ドームシティ アトラクションズが全面閉鎖。
  - 6月1日：東京ドームシティアトラクションズ営業再開（一部のアトラクションは長期運休を継続）。
  - 8月19日：パラシュートランド全面リニューアルオープン。おもちゃ王国跡地に子供向け屋内施設「ASOBono!（アソボ〜ノ）」開業。フードコート「GO-FUN（ゴファン）」開業。
  - 10月14日：タワーランド一部営業再開。
  - 11月15日：セガ東京ドームシティ開設。
- 2012年（平成24年）3月16日：タワーランド跡地に新エリア「バイキングゾーン」開業。
- 2013年（平成25年）8月31日：サウナ東京ドーム閉鎖。
- 2014年（平成26年）7月1日：『青いビル』を『後楽園ホールビル』へ改称[4]。
- 2023年（令和5年）
  - 1月24日：「心が動く、心に残る。」をコンセプトに据えて、東京ドームシティの大規模リニューアルの実施を発表[2]。
  - 3月31日：2000年より使用してきた東京ドームシティのロゴマークを「多彩な“つながり”と“感動”」を最大限表現したものに刷新される[2]。
  - 12月23日：サッカー文化創造拠点「blue-ing!」開館
- 2024年（令和6年）
  - 1月10日：吉本興業グループとの提携による新劇場「IMM THEATER」（709席）が開業[5][6]。
- 2025年（令和7年）
  - 1月16日：カナデビアと東京ドームによる「TOKYO DOME CITY HALL」のネーミングライツ契約を締結[7]。
  - 4月1日：同日から2028年3月31日までの3年間、上述のホールのネーミングライツ契約により名称を「Kanadevia Hall」（カナデビアホール）として営業する予定[7]。

## 施設一覧
- 東京ドーム
  - 野球殿堂博物館
- 東京ドームシティアトラクションズ（旧称・後楽園ゆうえんち）
  - シアターGロッソ
- ラクーア（ショッピングモール・日帰り入浴施設「スパ ラクーア」、東京ドームシティアトラクションズの一部で構成）
- ASOBono!（アソボ〜ノ）
- GO-FUN（ゴファン）
- ミーツポート
  - TOKYO DOME CITY HALL（旧称・JCBホール）
- プリズムホール
- Gallery AaMo（ギャラリーアーモ） - 運営を終了したマジクエストを改装した企画展の展示場
- 東京ドームホテル
- blue-ing!
- IMM THEATER
- 後楽園ホールビル（旧称・青いビル）
  - 後楽園ホール
- 黄色いビル
  - 東京ドームボウリングセンター
  - TaKuSuRu - 卓球場
  - 東京ドームローラースケートアリーナ - 2011年12月22日開業
  - 東京ドームボウリングセンター CuBAR LOUNGE
  - スポドリ！ - 屋内型スポーツ施設
  - Space Travelium TeNQ（スペーストラベリウムテンキュー） - 2014年7月、「宇宙ミュージアムTeNQ」として黄色いビル6階に開館。2023年3月に営業終了後、2024年11月に現施設に新装オープン。
  - WINS後楽園（中央競馬の場外馬券発売所）
  - offt後楽園（大井競馬場の場外馬券発売所）
  - Hi!EVERYVALLEY（ハイ!エブリバレー） - 2019年3月15日開業
- ジャンプショップ
- 福禄寿/小石川七福神

- 東京ドーム
- 野球殿堂博物館
- 東京ドームシティアトラクションズ
- ミーツポート
- 東京ドームホテル
- 後楽園ホール
- 東京ドームボウリングセンター
- CuBAR LOUNGE
- スポドリ
- WINS 後楽園
- ウインターイルミネーション

### かつて存在していた主な施設
- 後楽園アイスパレス（黄色いビル内、1994年閉鎖）
  - 1964年東京オリンピックにおいてボクシング競技会場として使用された。
- 東京ドームシティおもちゃ王国（2011年1月閉園）
- バーチャルスポーツプラザ打撃王（黄色いビル内、2011年11月閉鎖）
- サウナ東京ドーム（当時の青いビル内、2013年8月閉鎖）

## 最寄駅
- 水道橋駅
  -  中央・総武線（各駅停車）
  -  都営三田線
- 春日駅
  -  都営大江戸線
  -  都営三田線
- 後楽園駅
  -  東京メトロ丸ノ内線
  -  東京メトロ南北線

## 路線バス
- 東京ドームシティ
  - 都営バス（都02乙） 茗荷谷駅経由 池袋駅東口行／一ツ橋行（一ツ橋行は平日・土曜朝のみ運行）
  - 都営バス（都02） 茗荷谷駅経由 大塚駅行（平日朝のみ運行）
  - 日立自動車交通（文京区・Bーぐる） 駒込駅・千駄木駅方面
- 後楽園（水道橋）
  - 都営バス（都02乙） 茗荷谷駅経由 池袋駅東口行／・一ツ橋行（平日・土曜朝のみ運行）
- 春日駅前（文京シビックセンター前）
  - 都営バス（都02） 茗荷谷駅経由 大塚駅行／上野広小路経由 錦糸町駅行
  - 都営バス（都02乙） 茗荷谷駅経由 池袋駅東口行
  - 都営バス（上60） 白山二丁目経由 大塚駅行・池袋駅東口行／根津駅経由 上野公園行
  - 都営バス（上69） 高田馬場駅経由 小滝橋車庫行／本郷三丁目駅経由 上野公園行
- 東京ドームホテル
  - 東京空港交通（リムジンバス） 羽田空港、成田空港
  - 日本中央バス（高速バス） 高崎市・前橋市方面
  - フジエクスプレス・岩手県北自動車（夜行高速バス「岩手きずな号」）盛岡市・宮古市方面
  - 富士急バス（高速バス） 富士急ハイランド・富士山駅・河口湖駅方面
  - 日立自動車交通（文京区・Bーぐる） 駒込駅・千駄木駅方面
- ラクーア
  - 日立自動車交通（文京区・Bーぐる） 駒込駅・千駄木駅方面